# Ландер, Себастьян
Себастьян Ландер (дат. Sebastian Lander; род. 11 марта 1991,  в  городе Кёге, Дания)   — датский профессиональный шоссейный и трековый велогонщик. Чемпион Дании в групповой гонке (2012). 

## Достижения
2007
1-й - Европейский юношеский Олимпийский фестиваль — Групповая гонка
2008
1-й — Этап 2 Джиро делла Тоскана юниоры
1-й — Этап 2 Трофей Карслберга (юниоры)
1-й Гран-при Генерала Паттона (юниоры) — Генеральная классификация
1-й — Этап 1
1-й Трофей Эмилио Паганесси (юниоры)
2-й - Чемпионат Дании — Командная гонка с раздельным стартом (юниоры)
2-й - Чемпионат Дании — Индивидуальная гонка (юниоры)
2-й - Чемпионат Дании — Групповая гонка (юниоры)
3-й  Чемпионат мира — Групповая гонка (юниоры)
2009
1-й — Пролог Tre Ciclistica Bresciana
3-й - Чемпионат Дании — Командная гонка с раздельным стартом (юниоры)
3-й - Чемпионат Дании — Индивидуальная гонка (юниоры)
7-й - Париж — Рубе юниоры
2010
1-й — Этап 1 Гран-при Сагенея U23
3-й - Льеж — Бастонь — Льеж U23
8-й - Чемпионат мира — Групповая гонка U23
2011
4-й - Ля Кот Пикард U23
7-й - Эшборн — Франкфурт U23
8-й - Пореч Трофи
9-й - Гран-при Сагенея U23
2012
1-й  Чемпион Дании — Групповая гонка
1-й  Чемпион Дании — Командная гонка с раздельным стартом
1-й  Чемпион Дании — Групповая гонка U23
1-й — Этап 4 Гран-при Сагенея U23
1-й - Post Cup
1-й - Skive-Løbet
5-й - Dwars door Drenthe
8-й - Эшборн — Франкфурт U23
9-й - Grand Prix de la Ville de Lillers
10-й - Гран-при Сагенея U23
2014
1-й — Этап 1 (КГ) Джиро дель Трентино
1-й   Тур Британии — Спринтерская классификация

## Статистика выступлений

### Гранд-туры
| Гранд-тур       | 2013 |
| --------------- | ---- |
| Джиро д’Италия  | —    |
| Тур де Франс    | —    |
| Вуэльта Испании | НФ   |

| —  | Не участвовал  |
| НФ | Не финишировал |